# Greg Mullavy
Greg Mullavy (soms gespeld als Mullavey, Buffalo, 10 september 1939) is een Amerikaans film- en televisieacteur, bekend als de man van Louise Lasser in de televisieserie Mary Hartman, Mary Hartman. Ook had hij rollen in Bonanza, Hawaii Five-0 en iCarly.
Hij heeft een huwelijk gehad met Meredith MacRae en heeft daar een dochter uit, Allison.